# Homepod

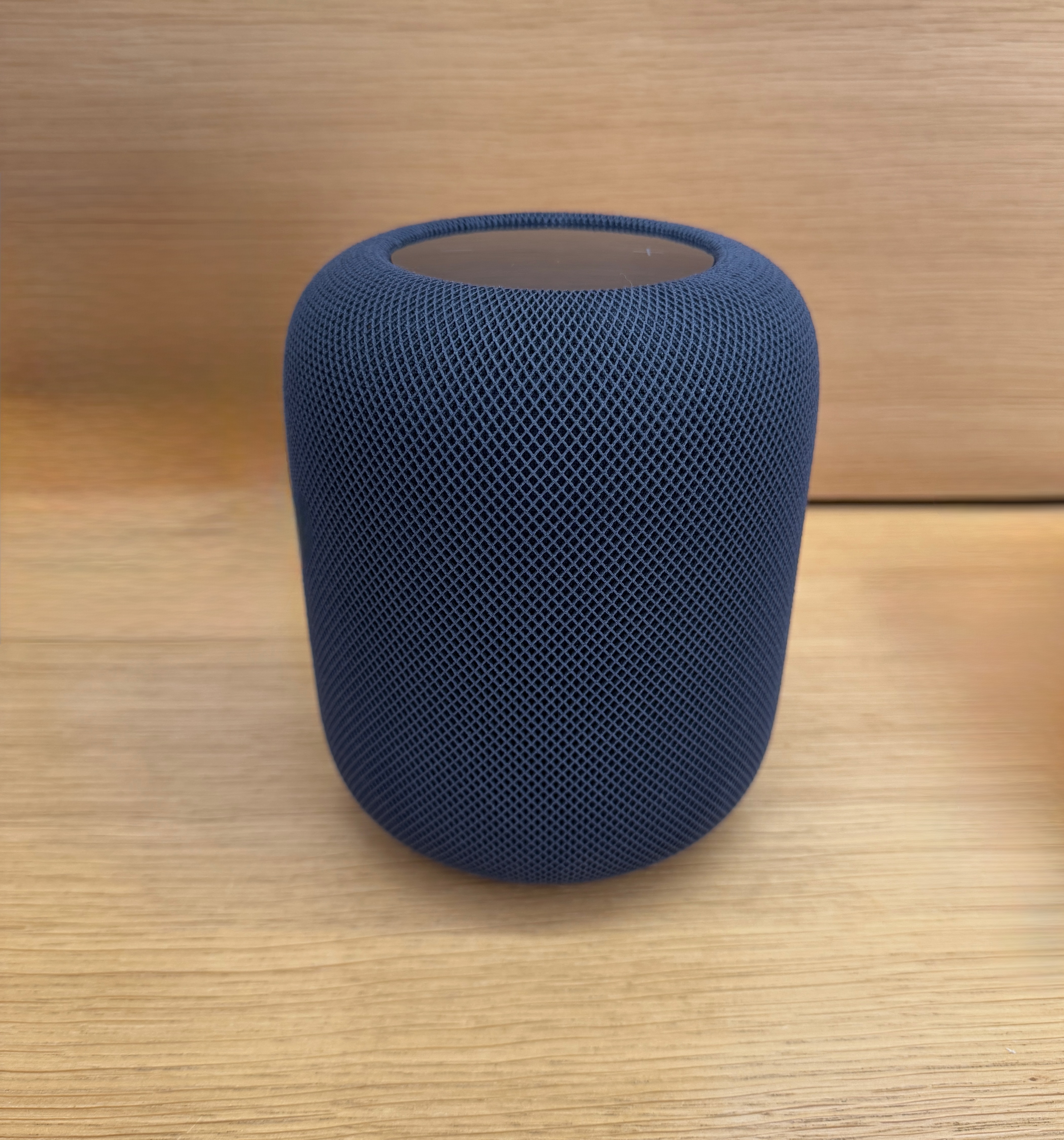
En HomePod (andra generationen).

HomePod är en serie smarta högtalare utvecklade av det amerikanska teknikföretaget Apple. Produkterna kombinerar avancerad ljudteknik med röststyrning via den digitala assistenten Siri och är avsedda att fungera som nav i Apples ekosystem för smarta hem (HomeKit).
Den första HomePod-modellen introducerades vid Apples utvecklarkonferens WWDC den 5 juni 2017 och började säljas i februari 2018.. Sedan dess har ytterligare två modeller lanserats: HomePod mini (2020) och andra generationens HomePod (2023).

## Historik

### Första generationens HomePod (2018)
HomePod lanserades inledningsvis i USA, Storbritannien och Australien, med planerad säljstart i december 2017. Lanseringen försenades dock till den 9 februari 2018. Modellen fanns tillgänglig i färgerna vit och rymdgrå.
Den första modellen kännetecknades av hög ljudkvalitet i förhållande till sin storlek, bland annat genom en uppsättning av sju diskanthögtalare ("tweeters") i botten, en kraftfull subwoofer upptill och sex inbyggda mikrofoner för röststyrning och automatisk rumskalibrering. Den drevs av Apples A8-chip och använde operativsystemet AudioOS, baserat på iOS.
Trots goda recensioner för ljudkvaliteten fick högtalaren kritik för sitt begränsade stöd för tredjepartsappar och musiktjänster. Den såldes ursprungligen för 349 USD, men priset sänktes till 299 USD i april 2019. I mars 2021 meddelade Apple att modellen skulle tas ur produktion.

### HomePod mini (2020)

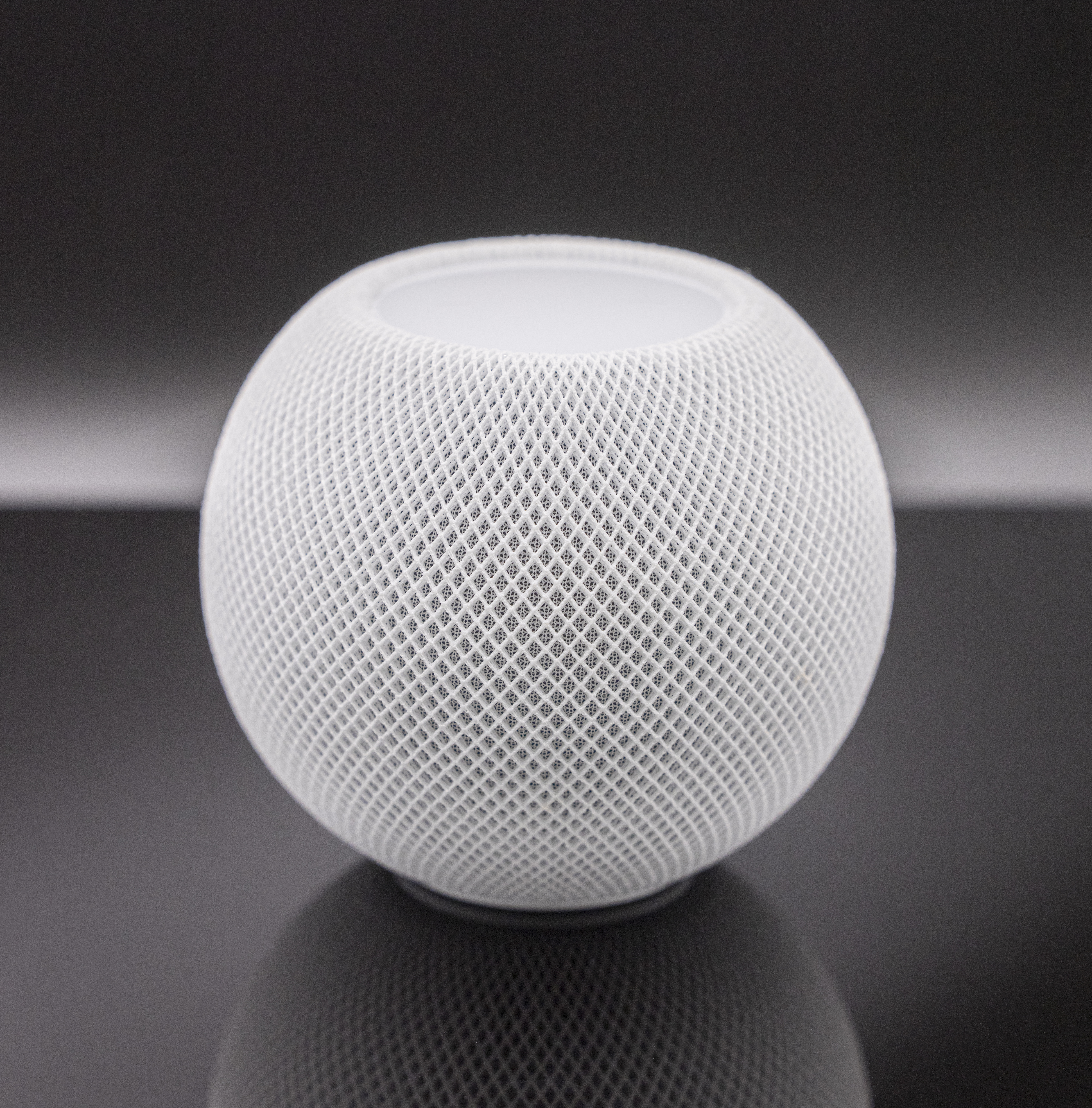
En vit HomePod mini

Den 11 november 2020 lanserades HomePod mini, en mindre och mer prisvärd modell, med ett utgångspris på 99 USD. Den har en sfärisk formgivning och drivs av Apples S5-chip. Trots sin storlek innehåller den funktioner som rumskänning, intercom, stöd för stereopar och full integration med Apple Music, Siri och HomeKit.
HomePod mini finns i flera färger, däribland vit, rymdgrå, blå, orange och gul (från och med 2021).

### HomePod (andra generationen, 2023)
Den andra generationens HomePod presenterades den 18 januari 2023 och började säljas senare samma månad. Den yttre designen liknar den första generationens modell, men högtalaren har nu ett S7-chip (samma som i Apple Watch Series 7), samt stöd för nya tekniker som Thread och Matter, vilket ger förbättrad kompatibilitet med smarta hem-produkter.
Den nya modellen innehåller fem diskanthögtalare (istället för sju i originalet), en uppgraderad subwoofer, och mätare för temperatur och luftfuktighet. Den har även stöd för rumsligt ljud (Spatial Audio) och Dolby Atmos via Apple Music.

## Funktioner
Röststyrning: Samtliga HomePod-modeller använder Siri för att spela upp musik, styra smarta hemmet, sätta timers och svara på frågor.
Musik och ljud: Full integration med Apple Music, men begränsat stöd för tredjepartstjänster. Stöd för AirPlay 2 och multiroom-uppspelning.
HomeKit: HomePod fungerar som en hubb för HomeKit och Thread-kompatibla enheter, och möjliggör fjärrstyrning samt automatisering.
Sekretess: Röstdata kopplas inte till användarens Apple-ID, och mycket bearbetning sker direkt på enheten.
Kommunikation: Stöd för intercom-funktion mellan HomePods och andra Apple-enheter.

## Jämförelse mellan modeller
| Funktion                 | HomePod (1:a gen)    | HomePod mini              | HomePod (2:a gen)       |
| ------------------------ | -------------------- | ------------------------- | ----------------------- |
| Lanseringsår             | 2018                 | 2020                      | 2023                    |
| Chip                     | A8                   | S5                        | S7                      |
| Röstassistent            | Siri                 | Siri                      | Siri                    |
| Smart hub                | HomeKit              | HomeKit, Thread           | HomeKit, Thread, Matter |
| Färger                   | White, Space Gray    | Flera (inkl. blå, orange) | White, Midnight         |
| Högtalarkonfiguration    | 7 tweeters, 1 woofer | Full-range                | 5 tweeters, 1 woofer    |
| Pris vid lansering (USD) | 349                  | 99                        | 299                     |